# Vestia foetida
Vestia foetida är en potatisväxtart som beskrevs av Johann Centurius von Hoffmannsegg. Vestia foetida ingår i släktet Vestia och familjen potatisväxter. Inga underarter finns listade i Catalogue of Life.

## Bildgalleri

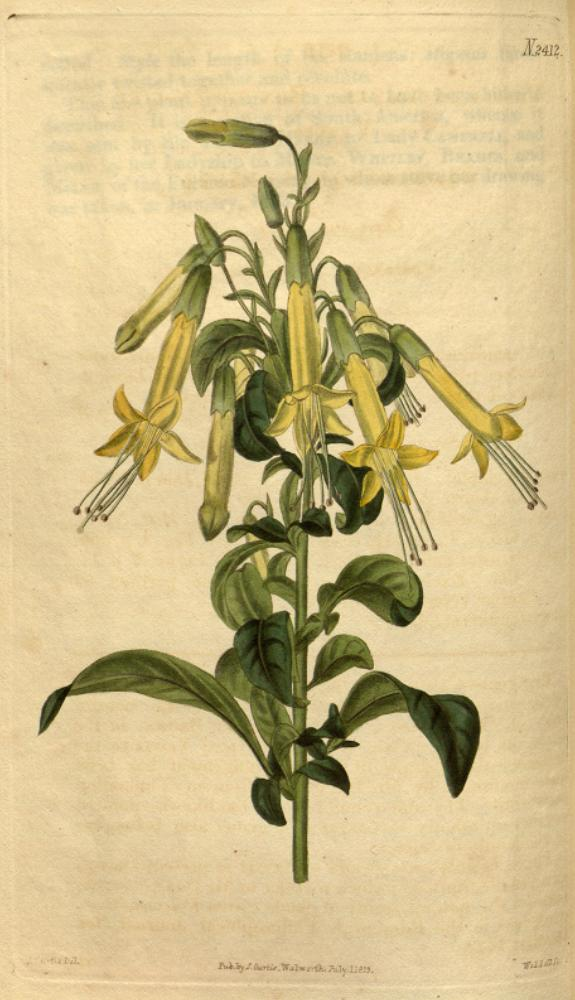
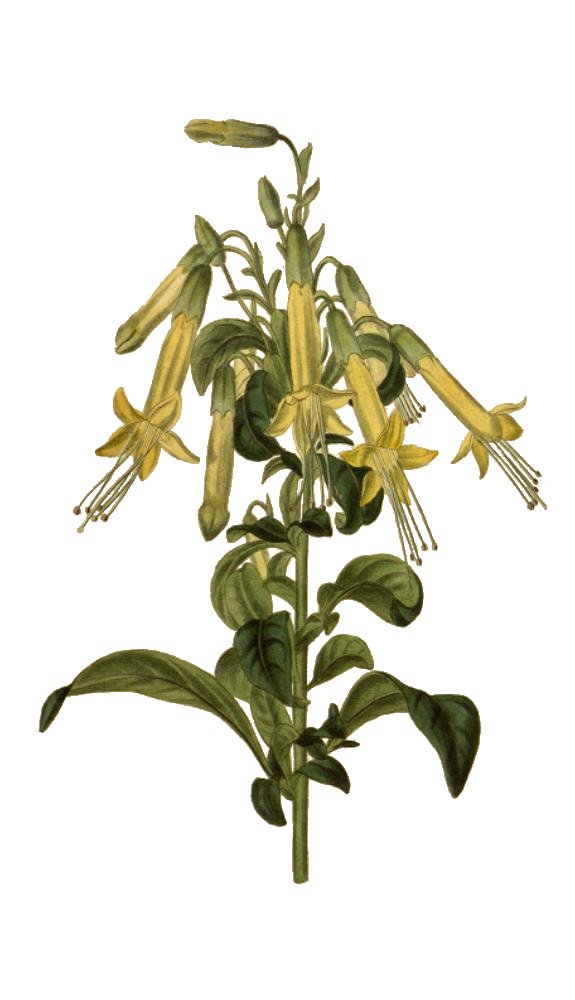